# Campionati europei di atletica leggera 2014 - Maratona femminile

## Podio
| #       | Atleta            | Nazionalità | Tempo     |    |
| ------- | ----------------- | ----------- | --------- | -- |
| Oro     | Christelle Daunay | Francia     | 2h 25'14" | CR |
| Argento | Valeria Straneo   | Italia      | 2h 25'27" |    |
| Bronzo  | Jéssica Augusto   | Portogallo  | 2h 25'41" |    |

## Record
Prima di questa competizione, il record del mondo (RM), il record europeo (EU) ed il record dei campionati (RC) sono i seguenti:
| Record                | Prestazione | Atleta                      | Data                               | Competizione                                |
| --------------------- | ----------- | --------------------------- | ---------------------------------- | ------------------------------------------- |
| Record mondiale       | 2h 15'25"   | Paula Radcliffe Regno Unito | 13 aprile 2003 Londra, Regno Unito |                                             |
| Record europeo        | 2h 15'25"   | Paula Radcliffe Regno Unito | 13 aprile 2003 Londra, Regno Unito |                                             |
| Record dei campionati | 2h 26'05"   | Maria Guida Italia          | 2002 Monaco di Baviera, Germania   | Campionati europei di atletica leggera 2002 |

## Programma
| Data           | Ora   | Turno  |
| -------------- | ----- | ------ |
| 16 agosto 2014 | 09:00 | Finale |

## Risultati

### Finale
| #       | Nome                       | Nazionalità | Tempo   | Note |
| ------- | -------------------------- | ----------- | ------- | ---- |
| Oro     | Christelle Daunay          | Francia     | 2:25:14 | CR   |
| Argento | Valeria Straneo            | Italia      | 2:25:27 |      |
| Bronzo  | Jéssica Augusto            | Portogallo  | 2:25:41 |      |
| 4       | Lisa Christina Nemec       | Croazia     | 2:28:36 |      |
| 5       | Elvan Abeylegesse          | Turchia     | 2:29:46 |      |
| 6       | Anna Incerti               | Italia      | 2:29:58 |      |
| 7       | Rasa Drazdauskaitė         | Lituania    | 2:30:32 |      |
| 8       | Jessica Draskau-Petersson  | Danimarca   | 2:30:53 | PB   |
| 9       | Maja Neuenschwander        | Svizzera    | 2:31:08 |      |
| 10      | Fionnuala Britton          | Irlanda     | 2:31:46 |      |
| 11      | Natalya Puchkova           | Russia      | 2:32:22 |      |
| 12      | Nadia Ejjafini             | Italia      | 2:32:34 |      |
| 13      | Andrea Deelstra            | Paesi Bassi | 2:32:39 | PB   |
| 14      | Emma Quaglia               | Italia      | 2:32:45 | SB   |
| 15      | Filomena Costa             | Portogallo  | 2:32:50 |      |
| 16      | Deborah Toniolo            | Italia      | 2:33:02 |      |
| 17      | Albina Mayorova            | Russia      | 2:33:45 |      |
| 18      | Maryna Damantsevich        | Bielorussia | 2:33:57 |      |
| 19      | Miranda Boonstra           | Paesi Bassi | 2:34:29 | SB   |
| 20      | Marisa Barros              | Portogallo  | 2:34:35 |      |
| 21      | Remalda Kergyte            | Lituania    | 2:35:13 | PB   |
| 22      | Mona Stockhecke            | Germania    | 2:35:44 |      |
| 23      | Gulnara Vygovskaya         | Russia      | 2:35:56 |      |
| 24      | Nicola Spirig              | Svizzera    | 2:37:12 | PB   |
| 25      | Tetyana Vernyhor           | Ucraina     | 2:38:01 |      |
| 26      | Patricia Morceli Buehler   | Svizzera    | 2:38:41 | SB   |
| 27      | Živilė Balčiūnaitė         | Lituania    | 2:39:53 |      |
| 28      | Katharina Heinig           | Germania    | 2:40:11 |      |
| 29      | Lilna Luik                 | Estonia     | 2:41:48 |      |
| 30      | Annelie Johansson          | Svezia      | 2:42:04 | PB   |
| 31      | Nilay Esen                 | Turchia     | 2:42:05 |      |
| 32      | Frida Lunden               | Svezia      | 2:42:18 | PB   |
| 33      | Martina Straehl            | Svizzera    | 2:42:21 |      |
| 34      | Charlotte Karlsson         | Svezia      | 2:42:29 | PB   |
| 35      | Nadezhda Leontyeva         | Russia      | 2:42:41 |      |
| 36      | Sarah Mulligan             | Irlanda     | 2:42:43 |      |
| 37      | Stefanie Bouma             | Paesi Bassi | 2:42:47 |      |
| 38      | Lena Eliasson              | Svezia      | 2:43:12 |      |
| 39      | Ursula Spielmann-Jeitziner | Svizzera    | 2:43:20 |      |
| 40      | Rosaria Console            | Italia      | 2:43:40 |      |
| 41      | Barbara Sanchez            | Irlanda     | 2:43:59 |      |
| 42      | Hanna Lindholm             | Svezia      | 2:44:05 | PB   |
| 43      | Leila Luik                 | Estonia     | 2:45:59 |      |
| 44      | Magali Di Marco            | Svizzera    | 2:46:53 |      |
| 45      | Bahar Dogan                | Turchia     | 2:47:11 |      |
| 46      | Martha Komu                | Francia     | 2:47:34 |      |
| 47      | Lily Luik                  | Estonia     | 2:48:49 | PB   |
| 48      | Corinne Herbreteau-Cante   | Francia     | 3:02:49 |      |
| -       | Alessandra Aguilar         | Spagna      | DNF     |      |
| -       | Sabrina Mockenhaupt        | Germania    | DNF     |      |
| -       | Doroteia Peixoto           | Portogallo  | DNF     |      |
| -       | Evelin Talts               | Estonia     | DNF     |      |
| -       | Ruth Van Der Meijden       | Paesi Bassi | DNF     |      |